# Isabel Henriqueta de Hesse-Cassel
Isabel Henriqueta de Hesse-Cassel (18 de novembro de 1661 - 7 de julho de 1683) foi a primeira esposa do príncipe-eleitor Frederico de Brandemburgo ainda antes de este se tornar o primeiro rei da Prússia.

## Biografia
O casamento de Isabel com o príncipe-eleitor Frederico de Brandemburgo, seu primo direito, foi arranjado por motivos familiares. Antes de acontecer, a família de Frederico tinha tentado casá-lo com uma das irmãs do imperador Leopoldo I, mas os planos falharam e, assim, o casamento com Isabel acabou por acontecer.
Em abril de 1678, Isabel viajou para Berlim com a mãe, mas teve de esperar um ano no Stadtschloss em Berlim, enquanto Frederico se encontrava no estrangeiro a negociar o Tratado de Nijmegen. Apesar de tudo, o casamento acabou por ser feliz. O jovem casal viveu no Schloss Köpenick e teve uma filha, a princesa Luísa Doroteia, nascida em 1680.
Isabel Henriqueta morreu aos vinte e um anos de idade, depois de quatro anos de casamento e foi enterrada no Berliner Dom.

## Genealogia
| Luísa Doroteia da Prússia | Pai: Guilherme VI de Hesse-Cassel  | Avô paterno: Guilherme V de Hesse-Cassel       | Bisavô paterno: Maurício I de Hesse-Cassel      |
| Luísa Doroteia da Prússia | Pai: Guilherme VI de Hesse-Cassel  | Avô paterno: Guilherme V de Hesse-Cassel       | Bisavó paterna: Inês de Solms-Laubach           |
| Luísa Doroteia da Prússia | Pai: Guilherme VI de Hesse-Cassel  | Avó paterna: Amália Isabel de Hanau-Münzenberg | Bisavô paterno: Filipe II de Hanau-Münzenberg   |
| Luísa Doroteia da Prússia | Pai: Guilherme VI de Hesse-Cassel  | Avó paterna: Amália Isabel de Hanau-Münzenberg | Bisavó paterna: Catarina Bélgica de Nassau      |
| Luísa Doroteia da Prússia | Mãe: Edviges Sofia de Brandemburgo | Avô materno: Jorge Guilherme de Brandemburgo   | Bisavô materno: João Segismundo de Brandemburgo |
| Luísa Doroteia da Prússia | Mãe: Edviges Sofia de Brandemburgo | Avô materno: Jorge Guilherme de Brandemburgo   | Bisavó materna: Ana da Prússia                  |
| Luísa Doroteia da Prússia | Mãe: Edviges Sofia de Brandemburgo | Avó materna: Isabel Carlota do Palatinado      | Bisavô materno: Frederico IV, Eleitor Palatino  |
| Luísa Doroteia da Prússia | Mãe: Edviges Sofia de Brandemburgo | Avó materna: Isabel Carlota do Palatinado      | Bisavó materna: Luísa Juliana de Orange-Nassau  |